# Anopsicus silvai
Anopsicus silvai là một loài nhện trong họ Pholcidae. Loài này được phát hiện ở Cuba.